# Relaciones Ecuador-Rusia
Las Relaciones Ecuador-Rusia se refieren a las relaciones entre Rusia y Ecuador. Ecuador tiene una embajada en Moscú, y Rusia tiene una embajada en Quito.
Ecuador fue uno de los países que ofreció a Edward Snowden asilo político mientras estaba en el aeropuerto de Sheremetyevo, también salvó a Rusia de una gran crisis económica dándole 2 millones de dólares (Moscú).